# 티캐스트
티캐스트(t.cast)는 태광그룹 & 세가 사미 그룹의 미디어 콘텐츠 사업 분야를 담당하고 있는 방송채널 사용사업자로 2008년 9월 1일에 설립하였다.

## 채널

### 운영 채널
- E채널 : 즐겨봐! - 예능 채널
- E Like : 즐겨봐, 이렇게! - 종합 엔터테인먼트 채널
- 스크린 : 영화의 발견 - 영화 채널
- 채널 나우 : The Year of Crime Scene - 미국 드라마 채널
- 씨네프 : 좋은 영화 - 영화 채널
- 드라마큐브 : 당신의 드라마 - 드라마 채널
- 채널 에버 : Forever - 명작 드라마 채널
- MX : MAN TO MAX - 남성 엔터테인먼트 채널
- 채널뷰 : 진짜 이야기 - 교양 채널